# Nowopokrowka (obwód dniepropetrowski)
Nowopokrowka (ukr. Новопокровка) – osiedle typu miejskiego na Ukrainie, w obwodzie dniepropetrowskim, w rejonie dnieprzańskim, siedziba hromady. W 2001 liczyło 2171 mieszkańców, spośród których 2021 wskazało jako ojczysty język ukraiński, 135 rosyjski, 3 mołdawski, 6 białoruski, 3 ormiański, a 3 inny.